# Česká národní rada (odboj)

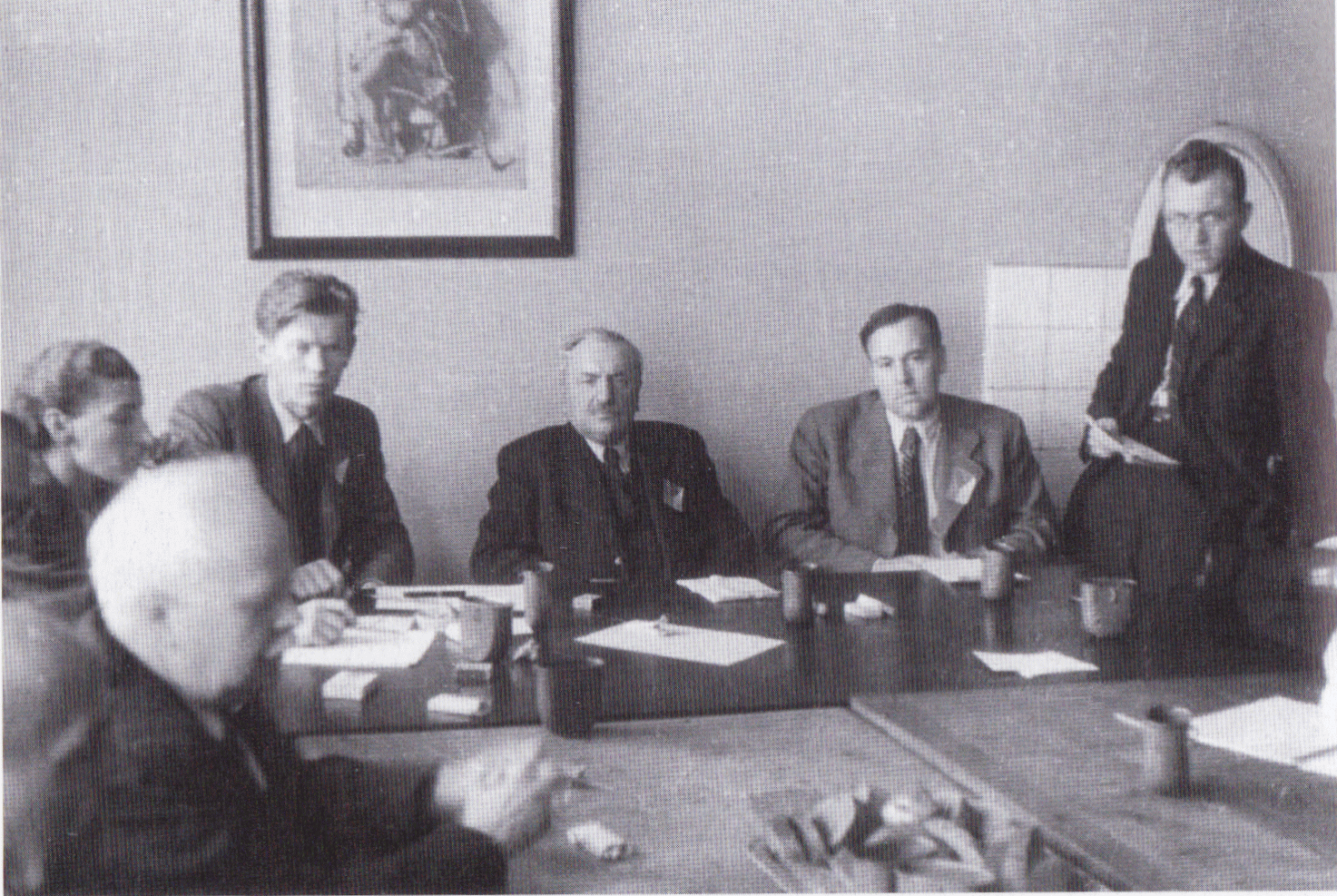
ČNR na jednání během Pražského květnového povstání 1945. Zleva doprava (bez titulů a hodností): Augusta Machoňová-Müllerová, Zdeněk Wirth, Josef Smrkovský, Albert Pražák, Josef Cyril Kotrlý, Jaromír Nechanský.

Česká národní rada byl ilegální odbojový orgán působící v Protektorátu Čechy a Morava od února 1945 do konce 2. světové války. Sdružoval domácí odbojové organizace, působil jako jejich mluvčí ve vztahu k zahraničnímu odboji a v závěru války se významně podílel na Pražském povstání.

## Prolog
Od podzimu 1944 začaly na troskách domácího odboje vznikat nové odbojové organizace, které se snažily sdružit autonomně působící odbojové skupiny či jednotlivce. Na Českomoravské vrchovině působila Rada tří, komunistický odboj byl po likvidaci III. ilegálního ÚV KSČ rozptýlen a k zformování IV. ilegálního ÚV došlo na přelomu let 1944-45. Odbojáře sdružovala i ilegální Ústřední rada odborů (ÚRO).

## Vznik
K prvním kontaktům mezi největšími odbojovými organizacemi (R-3, ÚRO a následně i IV. ÚV KSČ) začalo docházet už od podzimu 1944. Hlavními důvody pro vznik zastřešující ilegální organizace byly především snaha podchytit roztříštěný domácí odboj a připravit ho tak na možné ozbrojené povstání proti okupační moci, jež se s postupem spojeneckých vojsk stávalo aktuálním. Dalším, neméně důležitým důvodem bylo vytvoření reprezentativní síly, která by v poválečném Československu byla rovnocenným partnerem zahraničním odbojovým centrům a mohla tak důsledněji prosazovat představy domácího odboje o společenském vývoji.
Základ ČNR vznikl již na podzim 1944, kdy se R-3 propojila s ilegální skupinou působící v Národní odborové ústředně zaměstnanecké. Koncem roku 1944 se k této skupině připojil IV. ilegální ÚV KSČ, na jaře 1945 potom zformovaná ÚRO. Jako výsledek jednání zástupců těchto organizací vzniklo pracovní předsednictvo, které se poprvé sešlo 24. února 1945 v bytě Josefa Kubáta. Pracovní předsednictvo připravilo ustavení samotné ČNR, ke kterému došlo 29. dubna 1945.

## Programové zaměření
Přestože se IV. ÚV KSČ a ÚRO nacházely na komunistických pozicích a R-3 vycházela spíše z demokratických tradic a orientace na západní odboj, bylo programové zaměření ČNR levicové (R-3 se hlásila i k principům demokratického socialismu). Díky podobnosti názorům na poválečný vývoj Československa dokázaly tyto skupiny vytvořit fungující odbojovou organizaci. Samotné programové cíle pro poválečný vývoj byly značně radikální i díky tomu, že se nově zformovanému IV. ilegálnímu ÚV KSČ podařilo v ČNR získat rozhodující postavení.
Důležitým aspektem při vzniku ČNR byla úloha, kterou toto uskupení mělo sehrát v samotném konci války. Představitelé ČNR měli zosobňovat určitou domácí obdobu vlády. Ta by ukončila svou činnost s návratem prezidenta E. Beneše a po doplnění o zahraniční odbojáře by se společně se Slovenskou národní radou stala prozatímním národním shromážděním.
Mezi hlavní programové požadavky ČNR pro poválečné období patřilo zejména potrestání kolaborantů a válečných kořistníků a vytvoření ústavodárného shromáždění, v dalším období potom zejména orientace na SSSR, znárodnění důležitých výrobních odvětví a s tím spojené direktivně řízené hospodářství. Důležitým bodem programu ČNR byl i důraz na sociální otázky, zejména ke vztahu k pracujícím a mládeži.

## Struktura ČNR
ČNR měla ve svém čele předsedu a generálního tajemníka a pětičlenné předsednictvo ustavené na základě stranického klíče. Dalším orgánem bylo plénum tvořené zástupci významných odbojových skupin. Součástí struktury byly i pracovní komise, z nichž během povstání velkého významu nabyly vojenská, tisková a zdravotní.

### Personální obsazení
V tomto obsazení se ČNR nacházela v okamžiku ustavení:
- Předseda: prof. Albert Pražák
- Generální tajemník: Josef Kubát (ÚRO)
- Předsednictvo: Josef Smrkovský (KSČ), Josef Kotrlý (ČSSD), Jaromír Kafka (Hnutí zemědělců), Otakar Machotka (ČSNS), Vilém Schaffer (ČSL)
- Plénum: 25 zástupců odbojových skupin

Předsedou ČNR se stal literární vědec a nestraník Albert Pražák, ale vzhledem k jeho politické naivitě a nezkušenosti měl hlavní slovo Josef Smrkovský. Komunisty v Radě zastupovalo šest lidí a sociální demokraty osm, zatímco ostatní strany měly jen po jednom delegátovi.

## Příprava povstání
Vojenskou složku ČNR vedl kpt. Jaromír Nechanský, vyslaný z Anglie v rámci výsadku Platinum-Pewter. Byla pověřena přípravou závěrečného vystoupení proti okupační moci. Ta vycházela z představy masového ozbrojeného povstání, které v rozhodující fázi války při přiblížení se fronty dokáže narušit a postupně paralyzovat německé jednotky, které se na území protektorátu připravovaly na obranu. Pro tento účel ale chyběly především lidé a zbraně. Oddíly povstalců se podle plánů měly na Moravě zformovat z příslušníků R-3, v Čechách ÚRO organizovalo oddíly z řad dělníků. V každém případě se počítalo s rozsáhlou mobilizací. Výzbroj se plánovači snažili získat od Spojenců. Vyjednávání s britskou a americkou stranou prostřednictvím představitelů čs. zahraniční vlády uvízla na mrtvém bodě. Existovaly pochybnosti o možnostech splnění požadavků domácího odboje (výzbroj pro 60 000 povstalců, což představovalo 1440 letů), důležitou podmínkou byl i souhlas sovětské strany, v jejímž bezprostředním operačním prostoru se Protektorát nacházel. Při jednání se sovětskými vojenskými představiteli ale dospěli českoslovenští zástupci k přesvědčení, že SSSR nemá zájem na masovém povstání a vojenské dodávky budou plynout především partyzánským skupinám řízeným Moskvou. Z tohoto důvodu varoval exil vedení ČNR před vyvoláváním povstání, které by nebylo materiálně podporováno a proto by je Němci lehce zlikvidovali.
R-3 jako vojenská složka ČNR neplnění slibů o dodávkách materiálu tvrdě kritizovala, ale koncem dubna 1945 definitivně pochopila, že celonárodní povstání je nereálné a převládla myšlenka o lokálních povstáních. Domácí odboj by se tak alespoň zapojil do osvobozovacích bojů, když už neměl možnost ani síly na osvobozování rozsáhlých území. To se také v dalších dnech ukázalo reálnější než masové povstání.
Nezávisle na ČNR připravovala povstání také skupina kolem bývalých důstojníků Františka Slunečka, Karla Kutlvašra a Františka Bürgera, kteří později zformovali velitelství Alex a velitelství Bartoš. Tato skupina a ČNR o sobě až do vypuknutí povstání nevěděly.

## Květnové povstání
K prvnímu otevřenému vystoupení proti okupační moci došlo 1. května v Přerově, v dalších dnech následovaly povstání v Nymburku, Poděbradech a Novém Bydžově. V řadě obcí a měst na Semilsku, Železnobrodsku a Novopacku docházelo k projevům otevřeného odporu. Došlo k aktivizaci velitelství Alex a velitelství Bartoš. 3. května navázala ČNR kontakt s těmito velitelstvími, na naplánování společného postupu už ale nezbýval čas.
5. května se povstání přelilo i do Prahy. Signálem ke všeobecnému povstání se stalo volání o pomoc vysílané z budovy pražského rozhlasu v poledne 5. května. ČNR se sešla ve 14 hodin, ale třebaže její členové věděli, že rozhlas volá o pomoc, nepovažovali to za signál k povstání a místo toho řešili nepodstatné věci. Teprve později odpoledne, když se boje rozhořely intenzivněji, se začali zabývat boji. Došlo k menší roztržce s velitelstvím Bartoš, neboť Rada se domnívala, že Bartoš je jejím rivalem a uchází se o politické vedení země; podle generála Kutlvašra však velitelství tyto ambice nemělo. Nakonec se věci vyjasnily a obě velitelství se podřídila ČNR. Předsednitvi ČNR se muselo často stěhovat z Dlouhé ulice přes Nákladové nádraží Žižkov a Tylovo náměstí až do Vinohradského pivovaru. Pražany vyzvalo ke stavbě barikád - za 24 hodin jich vyrostlo na 1600.
Týž den se ČNR podařilo přimět předsedu protektorátní vlády Richarda Bienerta, aby uznal její autoritu, prohlásila se zmocněncem košické vlády a podnikala kroky k převzetí kontroly v úřadech a médiích.[zdroj?] V rozhlasovém vysílání z Londýna se ten večer dostalo podpory i od exilového ministra Huberta Ripky.[zdroj?] Zároveň byly ale podnikány i kroky, které měly eliminovat další odbojové skupiny, které by mohly aspirovat na vedoucí postavení v povstání.[zdroj?]
6. května neúspěšně jednali zástupci velitelství Bartoš s nacistickým velitelem K . H. Frankem o zastavení palby. Smrkovský je za to ostře napadl, že k takovému jednání neměli mandát od ČNR.
V noci na 7. května německo bezpodmínečně kapitulovalo. Kapitulace měla vejít v platnost 8. května ve 24.00 hodin. Boje v Praze ale zuřily dál a nevyvíjely se pro povstalce dobře. Americká i Sovětská vojska byla dosud od Prahy daleko. Na pomoc přišla Ruská osvobozenecká armáda (ROA), tzv. vlasovci, a zapojila se do bojů, ČNR ale zprvu na nátlak komunistů v čele se Smrkovským jejich pomoc odmítla. Smrkovský při jednání s důstojníkem ROA nazval vlasovce zrádci a nepřáteli. Zbylí členové ČNR nakonec komunisty přehlasovali, pomoc vlasovců přijali, a přijali dohodu, ve které ROA poděkovali. Velitele vlasovců ale dohoda příliš neuspokojila a kolem 23 hodiny vydali rozkaz, aby se ROA začala z Prahy stahovat.
Německý generál Ferdinand Schörner, velitel milionové Skupina armád Střed rozkázal svému podřízenému Rudolfovi Toussaintovi, který velel silám Wehrmachtu v Praze, aby Prahu srovnal se zemí a její obyvatele vyvraždil. Toussaint to ale odmítl a místo toho se rozhodl jednat o příměří. Dopoledne 8. května se dostavil do sídla ČNR v Bartolomějské ulici. V 16 hodin byl podepsán protokol o ústupu německých vojsk na jihozápad (do amerického zajetí; ze sovětského zajetí panovaly mezi Němci značné obavy), a v 18 hodin se německé síly začaly z hlavního města stahovat. Kromě toho vyslala ČNR své zástupce k americký vojskům. Američtí velitelé projevili zájem Prahu osvobodit. S výjimkou Smrkovského tuto zprávu přijali všichni členové ČNR s radostí. O postupu Rudé armády neměla ČNR žádné zprávy.
Do Prahy dorazila dvojice příslušníků americké zpravodajské služby Office of Strategic Services (OSS) a jednali s ČNR. Smrkovský vyvinul značné úsilí, aby Američany od osvobození Prahy odradil. Nechtěl, aby americká armáda získala gloriolu osvoboditele (ta měl připadnout Rudé armádě) a obával se, že důsledkem toho by byl "značný politický přesun ve prospěch buržoazie". Američané nakonec rozkaz osvobodit Prahu nedostali. Podle publicisty Karla Pacnera mohlo povstání skončit nejméně o dva dny dřív a s podstatně menšími ztrátami na životech, kdyby ČNR oficiálně požádala Američany o pomoc, nebo kdyby Smrkovský neblokoval pomoc Ruské osvobozenecké armády.

## Po válce
Uzavření dohody s velením německých jednotek v Praze se v osvobozeném Československu stalo předmětem kritiky především ze sovětské strany a to s poukazem na údajné porušení ustanovení německé kapitulace podepsané v Remeši. Další kritika byla směrována na vyjednávání s Ruskou osvobozeneckou armádou, jejíž příslušníky Sověti považovali za zrádce. Tato kritika a obvinění se v pozdější době staly základem pro perzekuci některých členů ČNR. Jako nejvyšší správní úřad v českých zemích byl ustaven Zemský národní výbor.[zdroj?]
10. května přijela do Prahy košická vláda Zdeňka Fierlingera. Ještě týž den proběhlo první zasedání vlády, a to společně s předsednictvem ČNR. Už následujícího dne sdělily sovětské orgány Fierlingerovi, že nemají k ČNR důvěru, a požadovali odstranění a potrestání jejich členů. Důvodem bylo jednání s Němci a vlasovci. Vláda na tuto nótu nereagovala. 31. května požadavky vystupňoval sovětský velvyslanec Valerian Zorin, nově požadoval i potrestání vojenských velitelů Pražského povstání Kutlvašra, Bürgera, Nechanského, Fišery a Kadainky. Vláda sovětům vyhověla a 5. června požádala politické strany, aby byli ze Zemského národního výboru odvolání Kotrlý a Smrkovský. Smrkovského předsednictvo KSČ záhy odvolalo, Kotrlý raději odešel na velvyslanectví do Kanady.
Po únoru 1948 komunisté představitele ČNR a velitelství Bartoš zlikvidovali. Smrkovský byl v roce 1951 odsouzen na 15 let, Pražákovi bylo zakázáno přednášet na univerzitě a Kotrlý emigroval.